# Mexico op de Olympische Zomerspelen 1900
Mexico debuteerde op de moderne Olympische Spelen bij de Olympische Zomerspelen 1900 in Parijs, Frankrijk.

## Medailleoverzicht
| Sport | Olympiër | Discipline | Medaille |
| ----- | --- | ---------- | -------- |
| Polo  | Eustaquio de Escandón y Barrón Manuel de Villavieja Escandón y Barrón Pablo de Escandón y Barrón Guillermo Hayden Wright | mannen     | Brons    |

## Deelnemers en resultaten
(m) = mannen, (v) = vrouwen 

### Polo
| Olympiër | Discipline | Resultaat | Prestatie                          |
| --- | ---------- | --------- | ---------------------------------- |
| Eustaquio de Escandón y Barrón Manuel de Villavieja Escandón y Barrón Pablo de Escandón y Barrón Guillermo Hayden Wright | mannen     | Brons     | 1ste ronde: vrij halve finale: 0-8 |

Argentinië · Australië · België · Bohemen · Brits-Indië · Canada · Cuba · Denemarken · Duitsland · Frankrijk · Griekenland · Groot-Brittannië · Haïti · Hongarije · Iran · Italië · Luxemburg · Mexico · Nederland · Noorwegen · Oostenrijk · Peru · Roemenië · Rusland · Spanje · Verenigde Staten · Zweden · Zwitserland · Gemengde teams